# Vorniceni (Botoșani)
Vorniceni é uma comuna romena localizada no distrito de Botoşani, na região de Moldávia . A comuna possui uma área de 60.00 km² e sua população era de 4500 habitantes segundo o censo de 2007.